# (106) Dione
(106) Dione ist ein Asteroid des äußeren Hauptgürtels, der am 10. Oktober 1868 vom US-amerikanischen Astronomen James Craig Watson am Detroit Observatory in Ann Arbor entdeckt wurde.
Der Asteroid wurde benannt nach Dione, die durch Zeus zur Mutter der Aphrodite wurde. Als Aphrodite von Diomedes verwundet wurde, tröstete Dione ihre Tochter. Dione sagte den Tod von Diomedes voraus, weil er es wagte, Krieg gegen die Unsterblichen zu führen. Aphrodite wird manchmal selbst Dione genannt. Der Name Dione wurde auch dem vierten Mond des Saturn gegeben, der 1684 von Giovanni Domenico Cassini entdeckt wurde.

## Wissenschaftliche Auswertung
Mit Daten radiometrischer Beobachtungen im Infraroten vom September 1975 am Kitt-Peak-Nationalobservatorium in Arizona wurden für (106) Dione erstmals Werte für den Durchmesser und die Albedo von 139 km bzw. 0,05 bestimmt. Aus Ergebnissen der IRAS Minor Planet Survey (IMPS) wurden 1992 Angaben zu Durchmesser und Albedo für zahlreiche Asteroiden abgeleitet, darunter auch (106) Dione, für die damals Werte von 146,6 km bzw. 0,09 erhalten wurden. Eine Auswertung von Beobachtungen durch das Projekt NEOWISE im nahen Infrarot führte 2012 zu Werten für den Durchmesser und die Albedo im sichtbaren Bereich von 207,9 km bzw. 0,04. Nach der Reaktivierung von NEOWISE im Jahr 2013 und Registrierung neuer Daten wurden die Werte 2015 zunächst mit 138,8 km bzw. 0,06 angegeben und dann 2016 korrigiert zu 171,2 km bzw. 0,04, diese Angaben beinhalten aber alle hohe Unsicherheiten.
Eine spektroskopische Untersuchung von 820 Asteroiden zwischen November 1996 und September 2001 am La-Silla-Observatorium in Chile ergab für (106) Dione eine taxonomische Klassifizierung als Caa- bzw. Cgh-Typ.
Photometrische Beobachtungen von (106) Dione fanden erstmals statt vom 20. bis 27. September 1981 am Table Mountain Observatory in Kalifornien. Aus den spärlichen Messergebnissen konnte nur eine Rotationsperiode des Asteroiden von etwa 15 h mit einer großen Unsicherheit abgeschätzt werden. Neue Messungen erfolgten vom 4. Dezember 2004 bis 11. Januar 2005 am Carbuncle Hill Observatory in Rhode Island. Aus der gemessenen Lichtkurve wurde nun eine Rotationsperiode von 16,26 h abgeleitet. Eine weitere Beobachtung vom 9. Januar bis 16. Februar 2017 am Organ Mesa Observatory in New Mexico lieferte eine ungewöhnliche Lichtkurve mit einem hohen Maximum, einem tiefen Minimum und ansonsten einem flachen Verlauf. Die Auswertung führte zu einer Periode von 16,210 h, während ein doppelt so großer Wert sicher ausgeschlossen werden konnte.
In einer Untersuchung von 2017 wurden unter Verwendung der Daten von 1981 und 2004/2005 in Verbindung mit neuen Messungen vom 3. November 2004 bis 16. November 2015 am Astronomischen Observatorium Yunnan in China eine Position der Rotationsachse mit prograder Rotation, eine Rotationsperiode von 16,2345 h sowie Abschätzungen für die Achsenverhältnisse eines cellinoid-förmigen Gestaltmodells (ähnlich einem flachgedrückten Ei) für den Asteroiden errechnet.
Zwischen 2012 und 2018 wurden mit der All-Sky Automated Survey for Supernovae (ASAS-SN) auch photometrische Daten von 20.000 Asteroiden aufgezeichnet. Auf mehr als 5000 davon konnte erfolgreich die Methode der konvexen Inversion angewendet werden, darunter auch (106) Dione, für die in einer Untersuchung von 2021 erstmals ein dreidimensionales Gestaltmodell für zwei alternative Rotationsachsen mit prograder Rotation und einer Periode von 16,2126 h berechnet wurde. Aus archivierten Daten des Asteroid Terrestrial-impact Last Alert System (ATLAS) aus dem Zeitraum 2015 bis 2018 konnte in einer Untersuchung von 2022 mit der Methode der konvexen Inversion eine Rotationsperiode von 16,22 h berechnet werden.
Abschätzungen von Masse und Dichte für den Asteroiden (106) Dione aufgrund von gravitativen Beeinflussungen auf Testkörper ergaben in einer Untersuchung von 2012 eine Masse von etwa 3,06·1018 kg, was mit einem angenommenen Durchmesser von etwa 147 km zu einer Dichte von 1,83 g/cm³ führte bei einer Porosität von 18 %. Diese Werte besitzen allerdings eine Unsicherheit im Bereich von ±50 %.